# 瓦列里安·奥波连斯基
瓦列里安·瓦列里安诺维奇·奥波连斯基（俄语：Валериа́н Валериа́нович Оболе́нский，1887年3月25日—1938年9月1日），曾使用化名尼古拉·奥辛斯基，俄罗斯布尔什维克革命家、马克思主义理论家、苏联政治家、经济学家，最高国民经济会议主席，莫斯科农学院教授，曾加入民主集中派，担任1937年苏联人口普查调查机构主席。1937年10月被捕，1938年被处决。1957年平反。